# Генріх Вільгельм Брандес
Генріх Вільгельм Брандес (27 липня 1777 – 17 травня 1834) – німецький фізик, метеоролог та астроном.
Брандес народився у 1777 році у Гроден біля Рітзбаттля (колишній анклав Імперського Вільного міста Гамбурга, сучасний Куксгафен) третім сином у родині проповідника Альберта Георга Брандеса. Він навчався у Геттінгенському університеті з 1796 по 1798 роки під керівництвом Авраама Готтгельфа Кестнера та Георга Крістофа Ліхтенберга. Одним з його співучнів був Карл Гаусс. Брандес отримав звання доктора у 1800 році і після цього деякий час працював приватним викладачем. Як астроном він вперше продемонстрував, що метеори з'являються саме у верхніх шарах атмосфери і тому не можуть бути метеорологічним явищем.
З 1801 по 1811 він був спочатку проектувальником дамб на річці Везер у князівстві Ольденбург, а пізніше став інспектором дамб на правому нижньому березі Везеру.
У 1811 році Брандес став професором математики у нещодавно створеному Вроцлавському університеті, що утворився шляхом злиття двох коледжів Вроцлава. У 1826 році він отримав посаду фізика у Лейпцизькому університеті.
Брандес мав дуже широку сферу діяльності. Він написав значну кількість підручників з математики. У 1820 році опублікував перші синоптичні карти у своїй праці Beitragen zur Witterungskunde («Внески у Метеорологію»), через що він визнається засновником синоптичної метеорології. У 1824 році він розробив новий чисельний метод обчислення сталої Ейлера.
Помер Брандес у 17 травня 1834 року у Лейпцигу.

## Публікації
- Versuche, die Entfernung, die Geschwindigkeit und die Bahnen der Sternschnuppen zu bestimmen (пер. з нім. «Спроби визначити відстань, швидкість та напрям метеорів») (разом з Йоганном Фредеріхом Бензенбергом; 1800)
- Die vornehmsten Lehren der Astronomie in Briefen an eine Freundin dargestellt (пер. з нім. «Основні теорії астрономії, викладені у листах до друга») (4 томи, 1811—1816)
- Untersuchungen uber den mittleren Gang der Warmeanderungen durchs ganze Jahr; uber gleichzeitige Witterungs — Ereignisse in weit voneinander entfernten Weltgegenden; uber die Formen der Wolken, die Entstehung des Regens und der Sturme; und uber andere Gegenstande der Witterungskunde («Метеорологія») (Leipzig: Barth, 1820)